# José Luis Baltar
José Luis Baltar Pumar (Esgos, 10 de octubre de 1940) es un político español del Partido Popular cuya trayectoria política ha discurrido íntegramente en el ámbito de Galicia.
Ha sido alcalde de Nogueira de Ramuín (1976-1995), presidente de la Diputación Provincial de Orense (1990-2012), senador (1993-2000), secretario general de Centristas de Galicia hasta que ese partido se integró en el Partido Popular en 1991. Desde entonces y hasta enero de 2010 fue presidente provincial del PP orensano.
El 24 de enero de 2012, anunció públicamente la dimisión de los cargos públicos que mantenía: presidente de la Diputación Provincial de Orense, diputado provincial en la misma provincia y concejal de Orense, quedando exclusivamente como militante de base del Partido Popular. Baltar fue sucedido, tanto al frente del PP orensano, como en la presidencia de la diputación, por su hijo José Manuel Baltar Blanco.

## Acusación de corrupción
En enero de 2013 se inició el llamado por algunos medios caso Baltar cuando el fiscal jefe de Orense denunció a José Luis Baltar (tras una denuncia previa del Grupo Provincial Socialista) por la presunta contratación irregular de 115 personas. Además, en la misma denuncia, también se incluyen delitos de malversación de fondos públicos y tráfico de influencias. Tres meses después el juez decidía su procesamiento por "enchufar" a 104 personas en la Diputación Provincial de Orense que presidía, entre enero y marzo de 2010, con el objeto de asegurar la victoria de su hijo en el congreso del Partido Popular de Orense, como «curiosamente», según el auto del juez, así sucedió. Según el auto Baltar “se limitó a contratar a aquellas personas que le vinieron en gana, atentando contra la función pública” y “prescindiendo de las formalidades establecidas” para estos procesos. Según el magistrado, “la mayor parte de las personas beneficiarias” de los enchufes eran “afines, de uno u otro modo, al PP”. Según denunció el diario El País, Baltar anteriormente había dado empleo en la Diputación de Orense a más de 400 cargos del PP, o familiares directos suyos.

### Condena
En julio de 2014, el juzgado de lo penal número uno de Orense condenó a Baltar a 9 años de inhabilitación por el delito de prevaricación continuada en relación con las 104 contrataciones hechas en 2010 para la Diputación sin cumplir con los requisitos legales de publicidad, mérito y capacidad. La condena no tuvo efectos reales ya que el político gallego se encontraba ya jubilado.